# Filstroff

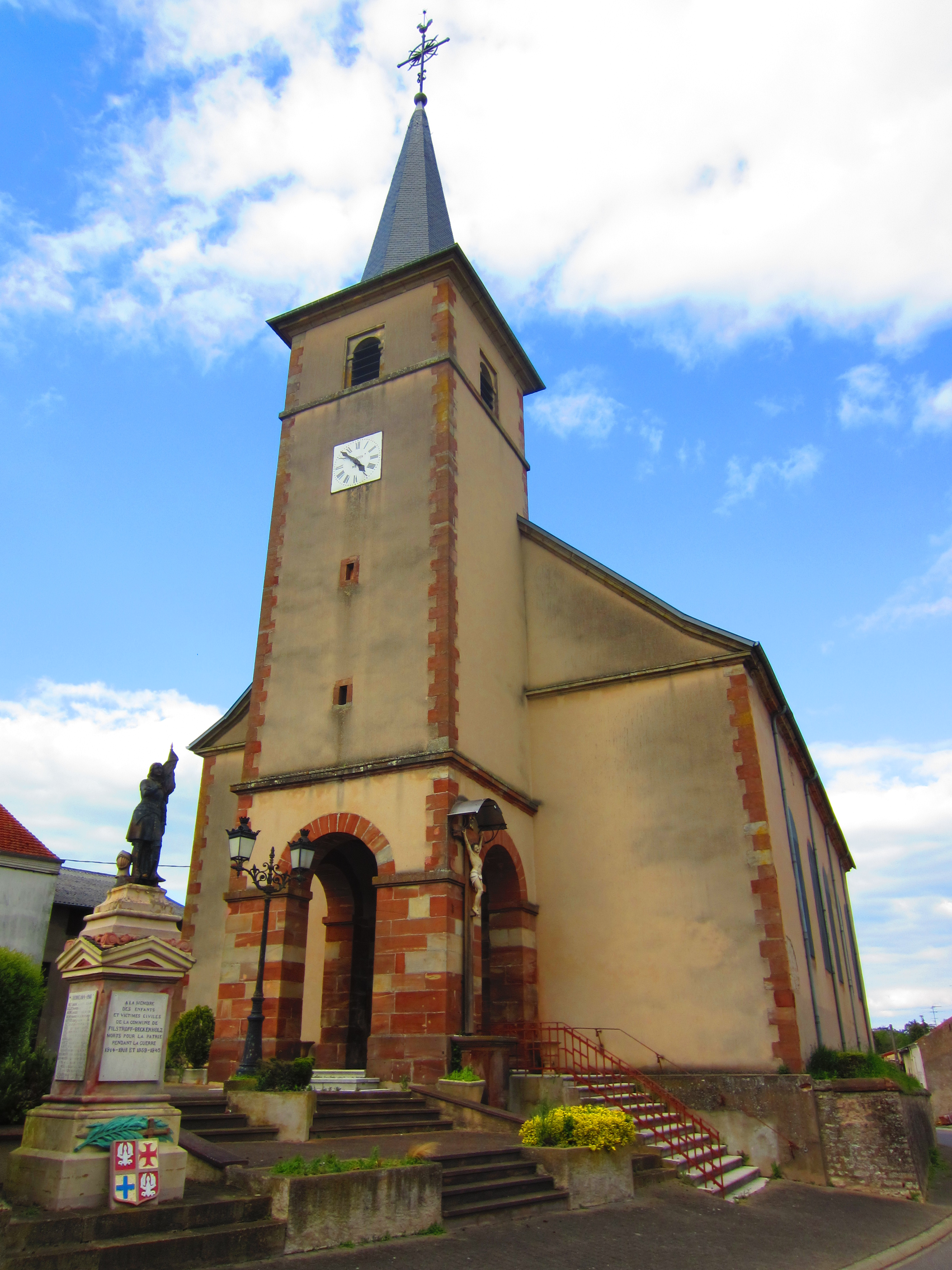
Kirche Notre-Dame

Filstroff (deutsch Filsdorf, lothringisch Félschtroff) ist eine französische Gemeinde mit 774 Einwohnern (Stand 1. Januar 2022) im Département Moselle in der Region Grand Est (bis 2015 Lothringen).

## Geographie
Die Gemeinde liegt in Lothringen am linken Ufer der Nied, 42 Kilometer nordöstlich von Metz, 17 Kilometer nordnordöstlich von Boulay-Moselle (Bolchen) und 5 Kilometer nördlich vom Bouzonville (Busendorf) sowie 5 Kilometer südwestlich von Niedaltdorf im Saarland.
Zur Gemeinde gehören das am Bibischer Bach gelegene Dorf Beckerholz sowie die Wohnplätze St. Oswald und Hof Bibischerbach.

## Geschichte
Die Ortschaft gehörte früher zum Herzogtum Lothringen im Heiligen Römischen Reich.
Der Ort wurde 775 erstmals urkundlich erwähnt, als König Karl I. in seiner Pfalz Thionville dem Kloster Salonnes "in Filicione curte" Grundbesitz schenkt (Regnum Francorum online D_Kar_1, 107). 1170 dann als Filsdorff erwähnt, sind weitere ältere Ortsbezeichnungen Vilsdroff (1179) und Fellstroff (1594). Seit Ende des 18. Jahrhunderts wird der französische Name Filstroff verwendet.  
Der Benediktinerabtei Heilig-Kreuz zu Busendorf wird schon 1176 Besitz in Filsdorf bestätigt. 1610 wurde vom Abt der Abtei Busendorf auf der Gemarkung der Gemeinde Filsdorf der Weiler Selliersdorf, später Beckerholz genannt, angelegt und mit Waldrechten im Kalenhofen-Wald ausgestattet.
Durch den Frankfurter Frieden vom 10. Mai 1871 kam das Gebiet an das deutsche Reichsland Elsaß-Lothringen, und das Dorf wurde dem Kreis Bolchen im Bezirk Lothringen zugeordnet. Die Dorfbewohner betrieben Getreide- und Weinbau sowie Viehzucht und Viehhandel.
Nach dem Ersten Weltkrieg musste die Region aufgrund der Bestimmungen des Versailler Vertrags 1919 an Frankreich abgetreten werden. Im Zweiten Weltkrieg war die Region von der deutschen Wehrmacht besetzt.

### Bevölkerungsentwicklung
| Jahr      | 1962 | 1968 | 1975 | 1982 | 1990 | 1999 | 2006 | 2019 |
| Einwohner | 648  | 653  | 635  | 744  | 810  | 785  | 846  | 773  |

## Sehenswürdigkeiten
- Kirche Notre-Dame von 1769

## Persönlichkeiten
- Michael Bihl (1878–1950), Franziskaner, Historiker und Franziskus-Forscher